# Данелюк, Мирча
Мирча Данелюк (рум. Mircea Daneliuc; род. 7 апреля 1943, Хотин, Румыния, ныне Украина) — румынский кинорежиссёр, сценарист и актёр.

## Биография
В 1961 окончил Лицей «Constantin Negruzzi». В 1966 закончил филологический факультет Университета «Alexandru Ioan Cuza». В 1972 окончил Институт имени Караджале. Дебютировал в 1975 в фильме «Рейс».
Является президентом Общества кинематографистов, членом Союза кинематографистов и президентом Национального кинематографического фонда Мирча Данелюка. В 1993 его фильм «Супружеское ложе» (1993) был включен в 43-й Берлинский международный фестиваль.
Его фильмы посвящены актуальным проблемам современности, они остры и злободневны

## Фильмография

### Режиссёр
- Wharf (Варф) (1970)
- Scurtcircuit (Короткие) (1970)
- Insolație (Dus-Întors) (Солнечный удар (туда и обратно) (1972)
- Ștefan cel Mare - Vaslui 1475 — ассистент режиссёра
- Cursa (Рейс Архивная копия от 28 октября 2012 на Wayback Machine) (1975)
- 'Ediție specială (film) (Специальный выпуск Архивная копия от 28 октября 2012 на Wayback Machine) (1977)
- Probă de microfon (Проба микрофона) (1980)
- Vânătoarea de vulpi (Охота на лис (недоступная ссылка)) (1980)
- Croaziera (Круиз) (1981)
- Glissando(1984)
- Iacob (Иаков) (1988)
- A 11-a Poruncă (11-я заповедь) (1991)
- Tusea și junghiul (Беззубая война) (1992)
- Patul conjugal (Брачное ложе) (1993)
- Această lehamite (Отвращение) (1994)
- Senatorul melcilor (Сенатор улиток) (1995)
- Ambasadori, căutăm Patrie (2003)
- Sistemul nervos (Нервная система) (2005)
- Legiunea Străină (film) (Иностранный легион) (2008)
- Marilena (2009)
- Cele ce plutesc (Плавающие) (2009)

### Актёр
- Cursa (Рейс) — 1975
- Râul care urcă muntele — 1977
- Ediție specială (film) (Специальный выпуск) — 1977
- Proba de microfon (Проба микрофона) — 1979
- Al patrulea stol (Четвертое стадо) — 1979
- Casa dintre câmpuri — 1979
- Vânătoarea de vulpi (Охота на лис) — 1980
- Croaziera (Круиз) — 1981
- Galax, omul păpușă (Галакс, человека кукла) — 1984
- A 11-a Poruncă (11-я заповедь) — 1990
- Ambasadori, căutăm Patrie — 2003